# Justicia aquatica
Justicia aquatica är en akantusväxtart som beskrevs av Raymond Benoist. Justicia aquatica ingår i släktet Justicia och familjen akantusväxter. Utöver nominatformen finns också underarten J. a. exigua.